# 夏時亨
夏时亨（1587年—1661年），字孟嘉，號溳水，湖广德安府孝感县民籍。明朝政治人物。

## 生平
天啓元年（1621年）辛酉科湖广鄉試舉人，二年（1622年）壬戌科進士。二月授户部主事，升郎中，督饷延宁，力主兴屯田。迁知兴化府，时当大赉，亲身颁给，稽虚伍扣，存赏银八千两，充抵京运。崇祯元年三月升广西副使，十一月升河南右参政，督理粮储，革委官买粮，专责州县随徴随买，诸弊悉除。三年四月升江西按察使。五年四月起补四川副使，六年癸酉升本省参政兼副使，管屯驿，又遥摄川北道守廵事，兼视臬篆。七年甲戌流寇由兴安分路入蜀，亨扼要保宁，缮战守，随机应变，擒贼甚多，寻以病归。树寨白云山，崇祯十六年二月，闯贼突至寨下，攻五昼夜，贡生彭清典等督义勇拒却之。时吏部员外程良筹亦移家寨内，与贡生夏㷆等同心守御，贼乗夜暗袭，则令健儿礨石击之，一发常杀数人，贼不能拔，引去。已而贼诈降潜袭，寨溃，良筹死之。十一月，贼率马步三千人来攻，时亨密令刘体缙等夜斫其营，斩首百馀级，抚按嘉之，并以良筹死事状上闻，赠荫如例，清典等授职有差。时亨卒年七十五。

## 家族
子夏㷆，壬午岁贡，随父御寇有功，抚按题授监纪通判，后父丧，哭泣而殁。次子夏炜，字振叔，懐宗崇祯壬午乡举，闯贼之乱鸠乡勇于白云砦，为保御计，乡里依托保全者无算。顺治九年壬辰（1652年）岁旱，饥民聚党挟借势甚横，邑令请发兵诛之，炜投书于令，词极肫切，衆得免。性孝友，事继母无间言，抚孤侄熙臣成名。业师唐烈卒于黔，炜捐赀归其榇。
子夏熙度，康熙三十五年丙子（1696年）举人；孙夏庆誉，康熙四十四年（1705年）乙酉解元。